# Сосницький повіт
Сосницький повіт — адміністративно-територіальна одиниця Чернігівської губернії. 
Повіт утворено 1781 року у складі Новгород-Сіверського намісництва. У 1796 році увійшов до Малоросійської губернії (2-го складу). 1802 року увійшов до Чернігівської губернії. 1923 року повіт скасовано, а його землі увійшли до Сосницького району Конотопської округи.
Повітове місто — Сосниця.
Повіт знаходився в центральній частині губернії, на заході межував із Городнянським і Чернігівським, півночі Новозибковським, північному сході Новгород-Сіверським, сході Кролевецьким, південному сході Конотопським, півдні Борзнянським повітами. Займав площу 3 585 верст² або 373 434 десятини (4 080 км²). Мав 394 населених пункти.
Згідно з переписом населення Російської імперії 1897 року в повіті проживало 170 057 чоловік. З них 94,22 % — українці, 4,46 % — євреї, 1,02 % — росіяни.

## Адміністративний поділ

Мапа повіту

Повіт поділявся на 3 стани і 14 волостей:
| Волость         | Волосний центр | Кількість сільських общин |
| --------------- | -------------- | ------------------------- |
| І стан          |                |                           |
| Менська         | Мена           | 17                        |
| Олександрівська | Олександрівка  | 21                        |
| Блистовська     | Блистова       | 11                        |
| Волосківська    | Волосківці     | 11                        |
| Синявська       | Синявка        | 10                        |
| ІІ стан         |                |                           |
| Холминська      | Холми          | 15                        |
| Авдіївська      | Авдіївка       | 14                        |
| Охрамієвська    | Охрамієвичі    | 15                        |
| Перелюбська     | Перелюб        | 6                         |
| Погорільська    | Погорільці     | 11                        |
| ІІІ стан        |                |                           |
| Шабалинівська   | Шабалинів      | 27                        |
| Волинська       | Волинка        | 23                        |
| Бабська         | Баба           | 12                        |
| Сосницька       | Сосниця        | 21                        |

та місто Сосниця із передмістям В'юнище